# Astaldi
Astaldi SpA — італійська багатонаціональна будівельна компанія, що базується в Римі. 
Група працює у цивільному будівництві, гідротехніці, електромашинобудуванні та транспорті. 
До значних дочірніх компаній належать: «Astaldi Concessioni», «NBI», «Astaldi Construction Corp», «TEQ Construction Enterprise».

## Історія
Компанія була заснована в 1929 році Санте Астальді, і члени родини Астальді залишаються в правлінні компанії. 
Астальді брав участь у багатьох великих європейських будівельних проектах до Другої світової війни, включаючи залізницю Рим - Неаполь. 
Після війни компанія поширила свою діяльність на Африку, де зосередилася на будівництві доріг. 
В 1950 — 1970 рр присутність «Astaldi» працювала на Близькому Сході, Центральній та Південній Америці та Далекому Сході. 
В 1950 році компанія розділилася на «Impresa Astaldi Estero SpA» (для іноземних ринків) і «Impresa Astaldi Estero SpA» (для італійських проектів), але в 1980-х роках об’єдналася, щоб утворити сучасну «Astaldi SpA». 
«Astaldi» продовжувала диверсифікувати свої проекти, виходячи на нові ринки в США, Туреччини та Індонезії в 1980-х і 1990-х рр. 

Канадійська частина компанії спробувала побудувати електростанцію Маскрет-Фоллз у Лабрадорі, Канада, в 2016 році, не маючи дозволу на будівельні роботи для над таким проектом. 
Компанію визнали «професійно некомпетентною». 

У листопаді 2020 року Webuild придбала 65% акцій «Astaldi». 

## Великі проекти

### Італія
- Римський метрополітен завершено в 1955 році [5];
- Генуезький метрополітен завершено в 1990 році[5];
- Гребля Лампеджано в Італії завершена в 1992 році[6];
- Міланський метрополітен завершено в 1999 році[5];
- Гребля Розамаріна на Сицилії завершена в 1999 році[7];
- Високошвидкісна лінія Рим — Неаполь, завершена в 2005 році[8]

### Румунія
- Національний стадіон завершена в 2011 році[9];
- Басарабський шляхопровод[en] завершено в 2011 році[10];

### Туреччина
- Тунель під горою Болу[en], завдовжки 2954 м (9692 фута), завершений у 2007 році[11]
- Золотий Ріг, міст метро довжиною 936 м (3071 фут), завершений у лютому 2014 року [12]
- Міст Султана Селіма Явуза, автомобільно-залізничний міст через Босфор з найдовшим прольотом 1408 м (4619 футів), завершений у серпні 2016 року[12]
- Міст Осман Газі, автомобільний міст з найдовшим прольотом 1550 м[13]

### Інші проєкти
- Метрополітен Каракаса у Венесуелі завершено в 1983 році [8];
- Великий електрон-позитронний колайдер для CERN, Швейцарія, завершений в 1989 році[14];
- Копенгагенський метрополітен завершено в 2002 році[15];
- Оновлення болгарської залізничної інфраструктури завершено в 2010 році[16]
- Друга лінія Варшавського метро була завершена в 2013 році[17];
- Будівництво нового міжнародного терміналу Міжнародного аеропорту Сантьяго, Сантьяго, Чилі, завершено в 2021 році[18]
- Швидка дорога S2 у Варшаві , Польща, завершена в 2021 році[19]
- Міст Версова — Бандра[en] в Мумбаї, Індія, має бути завершено у 2027 році[20]
- Будівництво купольної конструкції Європейського надзвичайно великого телескопа на Серро-Армазоне[en] для Європейської південної обсерваторії в Чилі має бути завершено у 2024 році[21]